# Oljše
Oljše (nemško Erlendorf) je naselje v Občini Podklošter v Okraju Beljak-dežela na Koroškem v Avstriji.